# 各務原市那加南福祉センター
各務原市那加南福祉センター（かかみがはらしなかみなみふくしセンター）は、岐阜県各務原市にある各務原市が運営する公共施設。

## 概要
市民の福祉増進、文化生活の普及及びコミュニティ活動の促進を図ることを目的とする施設であり、各務原市内にある福祉センターの一つである。一般財団法人各務原市施設振興公社が指定管理者である。
八幡神社に隣接する。

## 施設
- 集会室
- 学習室
- 保育室
- 休養室（和室）

## 利用案内
- 住所：岐阜県各務原市那加東亜町121
- 利用時間：9:00 - 21:00
- 休館日：年末年始（12月29日 - 1月3日）

## 周辺施設
- 岐阜県立各務原西高等学校
- 各務原市立那加中学校
- 各務原市医師会准看護学校
- 八幡神社